# عبد القادر عزيل
عبد القادر عزيل (14 يونيو 1927 - 7 ديسمبر 1959) هو مناضل جزائري.

## نشأته وحياته
عبد القادر عزيل أمحمد بن عيسى ولد في الرابع عشرة من شهر يونيو سنة 1927، بدوار متكعوك (سميت بإسمه بعد ذلك)، بدائرة الجزار ولاية باتنة، وأمه تدعي عزيل زينب بنت صالح.
نشأ في أسرة فقيرة، بعد بلوغه سن العاشرة، أرسله أبوه إلي كتاتيب القرية لتعلم وحفظ القرآن الكريم، وبعد العودة إلي البيت، يساعد أبوه في أعمال الفلاحة، والأعمال المنزلية.
أتخذ عبد القادر لنفسه هواية القنص بالبندقية.
أثناء الحرب العالمية الثانية التي ذاق خلالها الجزائر مرارة الجوع والفقر، أنتقل عبد القادر وعائلته إلي قرية «ماونة» (ولاية قالمة حالياً)، وقبل الإستقرار، أتضح للسلطات العسكرية الفرنسية، أن عبد القادر لم يؤد الخدمة العسكرية، بسبب اعتقله أثناء أحداث 8 مارس سنة 1945، نقل إلي الثكنات العسكرية بقسنطينة، حيث جند في الجيش الفرنسي، حتي سنة 1949، ولما سرح من التجنيد، رجع مع عائلته إلي مسقط رأسه.

## نشاطه
التحق بكتائب ثورة التحرير الجزائرية في أوائل مايو سنة 1955، رفقة (فرحات فرحات) من منطقة عين التوتة إلي القتال، ثم أنتقل إلي جبل (بوطالب)، وعين قائداً لوحده صغيرة من جيش التحرير الجزائري، وبقي في الناحية الرابعة من المنطقة الأولى إلي أواخر سنة 1956.
التحق بالولاية الثالثة التي بقي بها الي أوائل سنة 1958، حتي استدعى إلي إجتماع مجلس قيادة الثورة التحريرية الجزائرية، التي انعقدت في طرابلس سنة 1959، سافر صحبة العقيد (عميروش) وغيرهم من ضباط جيش التحرير الجزائري، واستطاع الوصول إلي الحدود الشرقية، والمشاركة في أشغال المجلس الوطني للثورة.

## بطولته
تنوعت الأعمال البطولية التي قام بها عبد القادر، من أجل تحرير الجزائر من الاستعمار الفرنسي منها؛
- كمين بجبل أولاد علي بالقرب من مدينة عين أزال بولاية سطيف: حيث تمكن جيش التحرير من احتراز النصر وتدمير آليات الجيش الفرنسي.
- هجوم علي مدينة بريكة سنة 1955: استهدف فيها الحامية العسكرية الفرنسية، قام بحرق مزارع المعمرين المتواجدين هناك، كما قتل عدد من الجنود الفرنسيين الذين جاءوا لنجدة هذه المزارع.
- كمين سبلا في صيف 1956: حيث أقام كمين علي القافلة العسكرية التي كانت متجهة من منطقة سطيف إلي بريكة، تسبب ذلك في أغلق الطريق حتي استقلال الجزائر.
- كمين دشرة أولاد الحاج (دائرة بوقاعة): قصي علي عساكر العدو الفرنسي وحرق آلياته وغنم سلاحهم.

## مقتله
قتل في المعركة في 7 ديسمبر سنة 1959 ومن معه،  أن اجتاز هو وأصحابه الذين معه خط موريس، حتى اشتبك مع القوات الفرنسية في سلسلة من المعارك، ابتدأت من الخط الأول إلى نواحي سوق أهراس.

## تكرمه
- أطلق إسم عبد القادر علي بلدة مسقط رأسه.
- كما تقام له حفل تابين سنوياً، مع وضع اكليلا الورد علي النصب التذكاري باسمه داخل قريته.[3]